# Kazue Morisaki
Kazue Morisaki (japonès: 森崎 和江)  (Daegu, 20 d'abril de 1927 - Fukutsu, 15 de juny de 2022) va ser una escriptora japonesa.

## Biografia
Kazue Morisaki va néixer l'any 1927 en territori coreà, llavors colonitzat pel Japó. El seu pare hi va ser destinat com a director d'escola. És un dels representants de l'autoritat japonesa, però simpatitza amb els membres del moviment independentista coreà. Va assistir a la Fukuoka Girls' School (ara Fukuoka Women's University.
Des de 1950, va escriure poemes per a la revista de poesia Boin de Yutaka Maruyama. Més tard va publicar en el moviment i la revista Sākuru Mura juntament amb el poeta comunista Tanigawa Gan i l'historiador Eishin Ueno.
En les seves obres, com Makkura (1961), Daisan no sei (1965) i Karayuki-san (1976), s'ocupa habitualment de l'opressió dels individus, especialment dels treballadors i de les dones, per l'acció de l'Estat. En les seves obres posteriors com Inochi hibikiau (1998), reflexiona sobre els vincles que uneixen els homes i la Natura. Keishu wa haha no yobigoe, publicat el 1984 és un relat autobiogràfic. Rememora la seva infantesa fora del Japó, en territoris colonitzats, la qual cosa influeix decisivament en la seva carrera, els seus escrits i la seva imaginació.